# 日向未南
日向 未南（ひなた みなみ、1月24日 - ）は、日本の女性声優。福島県出身。所属事務所はアクセルワン。テレビアニメ『王様ランキング』の主人公・ボッジ役で知られる。

## 来歴

### 声優になるまで
福島県出身である。幼少期にアニメ『ロミオの青い空』を視聴して少年に対する憧れを抱き、声優になれば女性の自分でもいつまでも少年の心を思ったり、考えたりすることができると思い、声優を志した。
専門学校を卒業したのち、声優の森川智之が代表を務める声優事務所・アクセルワンの付属養成所であるアクセルゼロに入所した。アクセルゼロを志望した理由は、森川に加え、折笠愛と三瓶由布子という憧れの声優3名がアクセルワンに在籍していたからである。同養成所のオーディションでは森川にアピールしたいと名乗り出てアカペラで歌を披露している。これを受けて、森川は日向の歌の才能を認めるとともに熱意を感じ、直接指導したいと思ったという。アクセルゼロでは声優として考えながら演技する力を養う指導を森川らから受け、2019年よりアクセルワンに所属。声優としてデビューした年には、「自分の意志を貫くキャラクター」を演じることを目標に掲げた。

### 初主演
デビュー後、一年間にわたってアニメ番組のレギュラーとして様々なモブ役を演じて経験を積んだのち、2021年4月、同年10月からフジテレビ系列で放送されるテレビアニメ『王様ランキング』に主人公のボッジ役で出演することが発表された。日向にとって初めての主演である。
日向によれば、『王様ランキング』という作品との出会いは、本屋でコミックスを買い漁っていた際に第1巻をたまたま手に取ったことであり、読んでみたところ人間関係の複雑さや重厚なストーリーに引き込まれたという。同作は、耳の聞こえない王子・ボッジが立派な国王を目指す物語であり、主人公のボッジは日向自身が目標にしていた「自分の意志を貫くキャラクター」であった。
オーディションでは、主人公のボッジの口数が少なく、物語を引っ張るのは準主人公のカゲであるため、先にカゲ役の選考が行われ、村瀬歩に決まっていた。一方、日向が参加したボッジ役の選考には多数の応募があり、台詞も「あう」ばかりだったため、プロデューサーの岡田麻衣子は選ぶのが難しかったとしている。「あうあう」という台詞だけで喜怒哀楽の感情を表現する一次審査、カゲ役の村瀬との掛け合いを試す二次審査によって選抜が行われた。日向にとって人生で2回目のスタジオオーディションであり、本人によると緊張してしまい手応えもなかった。日向が緊張していることは掛け合いを行った村瀬にも伝わってきたという。しかし、掛け合いでみられた村瀬との相性の良さなどが評価され合格。合格を知った際は、原作の愛読者だっただけに、嬉しさだけでなく、プレッシャーや恐怖心も感じ、3か月ほどは実感が湧かなかったという。
また、同年には『賢者の弟子を名乗る賢者』のアニメ版でルミナリア役を務めることも発表された。
2023年、第17回声優アワード新人声優賞を受賞。

## 演技
地声は低めであり、アニメでは自ら少年役を希望している。
2021年に主演を務めた『王様ランキング』では、原作を読みつつ「アニメのボッジは私がつくらなきゃ」という気持ちで演技に臨んだ。演じる際は、可愛さと格好良さを併せ持つボッジのキャラクター性に加え、耳の聞こえない役であることから耳で相手の声を聞いて即座に反応してはいけないということを大切にしたと語っている。ハンデキャップを持つキャラクターを演じるのは初めてであり、手話番組を観て聴覚障碍者の発声方法を勉強したという。また、うまく話せないキャラクターであるため、「あう」という台詞だけに感情を乗せるのが難しかったといい、言いたいことを察してくれるカゲが相手の場合とそれ以外の人が相手の場合とで会話のテンションを変えるといった工夫をしたことを明かしている。
アニメプロデューサーの岡田麻衣子は、自身のプロデュースするアニメ『王様ランキング』の主人公・ボッジ役に日向を抜擢した理由として、日向の声が耳に残ったこと、共演者の村瀬歩との相性が良かったことなどを挙げている。特に、日向の低めの声は村瀬の声とのバランスがよく、ボッジらしさがあったという。シリーズ構成を担当する岸本卓は、岡田のコメントに重ねて「第1話の段階でハマっていた」と評している。同作で共演した村瀬は、オーディションの段階ですでに日向に対して可能性を感じていたとし、キャラクターの真っすぐさ等を大事にしながら演技をしていることを評価した。また、村瀬は同作の収録が進む中での日向の変化として、最終話あたりの収録でふと発した声がボッジの感情をとても自然に表現できていたことを挙げ、日向が頑張ってきた成果がよく見えたと語っている。
映像作品のレビューを手掛けるウェブメディアのリアルサウンド映画部は、『王様ランキング』における日向の演技について「発している言葉はほとんどないにもかかわらず、ボッジの感情の動きとピュアさがしっかり伝わってくる」と述べ、「見事な演技」であると評価した。

## 人物
『王様ランキング』で共演した村瀬歩には、第1話の収録の際に台本の読み方を教わり、その後もメッセージアプリなどでアドバイスを求める間柄となっている。村瀬によれば、自身の初主演時に日向と同じアクセルワンに所属する日野聡に支えてもらったという縁があり、当時の自分が分からなかったこと、考えていたことを振り返りながら、日向が自分で考える姿勢を身に付けられるように接していたのだという。日向は、道標のように明かりを点けてくれた「守り神のような存在」であると村瀬について語り、村瀬からの長文のアドバイスを待ち受け画面に設定していたというエピソードを披露している。
趣味として読書、ゲーム、イラスト（水彩とデジタル）を挙げており、このうちゲームに関しては『王様ランキング』への出演が決まった際に自分へのご褒美としてゲームアプリに高額の課金を行っている。また、宇宙の本を読むことを高校時代から続ける「自分流の勇気の出し方」として挙げており、宇宙の大きさと比べることで自分の失敗を小さく感じることができるとしている。このほか、毎年読み返す作品として漫画『おおきく振りかぶって』を挙げている。歌を特技とし、歌には自分にしか出せない個性があると自負している。
女子競輪を題材としたアニメ『リンカイ!』では熊本愛役を務めていることもあり、競輪専門サイトnetkeirinでは『リンカイ!』とのコラボレーションで、ガールズケイリン選手（元選手も含む）へのインタビューを独自に漫画化して「リンカイ!コラボ漫画」として掲載した。

## 出演
太字はメインキャラクター。

### テレビアニメ
2020年
- 妖怪学園Y 〜Nとの遭遇〜（2020年 - 2021年、矢追ジュンジ、清田テツ、前野ゼン、二ノ宮ヒロ、横分ヒロノリ、ほか）
- クレヨンしんちゃん（園児B）

2021年
- スーパーカブ（生徒）
- スライム倒して300年、知らないうちにレベルMAXになってました（ブルードラゴンC）
- マジカパーティ（スメル）
- メガトン級ムサシ（2021年 - 2023年、日下部早紀、茅野佳子、猫 - 番組レギュラー、リウ・タネン） - 2シリーズ
- 王様ランキング（2021年 - 2023年、ボッジ） - 2シリーズ
- TSUKIPRO THE ANIMATION 2（大〈幼少〉）

2022年
- 賢者の弟子を名乗る賢者（ルミナリア）
- 終末のハーレム（黒服A）
- SPY×FAMILY（2022年 - 2023年、イーデン校生徒） - 2シリーズ
- オーバーロードIV（フロストヴァージン）
- 勇者パーティーを追放されたビーストテイマー、最強種の猫耳少女と出会う（子供C）
- 農民関連のスキルばっか上げてたら何故か強くなった。（少年）

2023年
- 人間不信の冒険者たちが世界を救うようです（ジョナサン）
- ツルネ -つながりの一射-（桐先高校部員）
- 地獄楽（幼い弔兵衛）
- 僕の心のヤバイやつ（木下）
- 七つの魔剣が支配する（女子生徒B）
- AIの遺電子（クラスメイトA）
- うちの会社の小さい先輩の話（トモ）
- 柚木さんちの四兄弟。（柚木尊〈幼少期〉）
- ひきこまり吸血姫の悶々（レインズワース〈少年〉）

2024年
- 真の仲間じゃないと勇者のパーティーを追い出されたので、辺境でスローライフすることにしました2nd（女）
- 悪役令嬢レベル99 〜私は裏ボスですが魔王ではありません〜（子供）
- リンカイ!（熊本愛）
- ヴァンパイア男子寮（子供ルカ）
- 杖と剣のウィストリア（ウィル・セルフォルト〈幼少期〉）
- 義妹生活（田端由美）
- ひみつのアイプリ（2024年 - 2025年、来栖れい）
- アオのハコ（2024年 - 2025年）

2025年
- Dr.STONE SCIENCE FUTURE（シャーロット・ボニー） - 2シリーズ
- GUILTY GEAR STRIVE: DUAL RULERS（子供）
- WIND BREAKER Season 2（長門〈小学生〉）
- 紫雲寺家の子供たち（幼い新、女子生徒A）
- 黒執事 -緑の魔女編-（被験者）
- 炎炎ノ消防隊 参ノ章（バーンズ〈青年〉）
- 九龍ジェネリックロマンス（少年A）
- 戦隊大失格（浦部正宗）
- 帝乃三姉妹は案外、チョロい。（綾世優）
- うたごえはミルフィーユ（子供たち）
- プリンセッション・オーケストラ（子供A）

### 劇場アニメ
- 劇場版 ポールプリンセス!!（2023年、南曜スバル[25]）
- メイクアガール（2025年、幼少期の水溜明[26]）

### Webアニメ
- コタローは1人暮らし（2022年、とのさまんの息子）
- ポールプリンセス!!（2023年、南曜スバル[27]）
- トミカヒーローズ　ジョブレイバー　特装合体ロボ (2023年、レースジョブロイド Day)

### ゲーム
2021年
- メガトン級ムサシ（日下部早紀、茅野佳子、灰色の猫、弘人）

2022年
- 城とドラゴン（チビグリ）
- 陰陽師本格幻想RPG（影鰐）

2023年
- モンスターストライク（サンザルク）
- トワツガイ（2023年 - 2024年、ツバメ）

2024年
- 18TRIP

2025年
- ポケモンマスターズEX（メロコ）
- グランブルーファンタジー（ヒュー）
- 妖怪ウォッチ ぷにぷに（メレク）

### ドラマCD
- ポールプリンセス!! Starlight challenge（2023年、南曜スバル）

### オーディオドラマ
- ポールプリンセス!! スペシャルボイスドラマ（2023年、南曜スバル）

### オーディオブック
- Audible まずはこれ食べて（2023年、朗読[32] ）
- Audible 旅猫リポート（2025年、朗読[33] ）

### 吹き替え

#### ドラマ
- キャット 〜私のママは首相〜（2023年、マーフィー）

### その他コンテンツ
- 『トワツガイ Fans』ストーリー（2024年 - 2025年、ツバメ[34]）

## ディスコグラフィ

### キャラクターソング
| 発売日        | 商品名                                     | 歌 | 楽曲                                   | 備考                                                      |
| ------------- | ------------------------------------------ | --- | -------------------------------------- | --------------------------------------------------------- |
| 2023年6月10日 | トワツガイ Original Soundtrack             | カラス（近藤玲奈）、ハクチョウ（立花理香）、エナガ（立花日菜）、スズメ（高橋李依）、フクロウ（小泉萌香）、フラミンゴ（和氣あず未）、ツル（上田麗奈）、ハチドリ（富田美憂）、モズ（鬼頭明里）、ツバメ（日向未南） | 「トワノユメ」                         | ゲーム『トワツガイ』関連曲                                |
| 2023年7月26日 | ポールプリンセス!! Starlight challenge     | 星北ヒナノ（土屋李央）、西条リリア（鈴木杏奈）、東坂ミオ（小倉唯）、南曜スバル（日向未南） | 「Starlight challenge」                | Webアニメ『ポールプリンセス!!』主題歌                     |
| 2023年7月26日 | ポールプリンセス!! -Solo Pole Song Album-  | 南曜スバル（日向未南） | 「リメイン」                           | Webアニメ『ポールプリンセス!!』挿入歌                     |
| 2024年3月27日 | 劇場版 ポールプリンセス!! -Complete Album- | 西条リリア（鈴木杏奈）、南曜スバル（日向未南） | 「Burning Heart」                      | 劇場アニメ『劇場版 ポールプリンセス!!』挿入歌             |
| 2024年3月27日 | 劇場版 ポールプリンセス!! -Complete Album- | 星北ヒナノ（土屋李央）、西条リリア（鈴木杏奈）、東坂ミオ（小倉唯）、南曜スバル（日向未南）、御子白ユカリ（南條愛乃）、紫藤サナ（日高里菜）、蒼唯ノア（早見沙織）                                                 | 「Starlight challenge -allstar ver.-」 | 劇場アニメ『劇場版 ポールプリンセス!!』エンディングテーマ |
| 2024年5月22日 | Override!                                  | 伊東泉（川村海乃）、平塚ナナ（葵あずさ）、弥彦巫子（長谷川玲奈）、那古屋紗智（北守さいか）、高松絹早（杉山里穂）、熊本愛（日向未南）                                                                             | 「Override!」                          | テレビアニメ『リンカイ!』エンディングテーマ               |
| 2024年7月17日 | 罪と罰                                     | ツバメ（日向未南）、モズ（鬼頭明里） | 「罪と罰」                             | ゲーム『トワツガイ』関連曲                                |
| 2025年10月1日 | 帝乃三姉妹と優の、キャラソン。             | 綾世優（日向未南） | 「YELL」                               | テレビアニメ『帝乃三姉妹は案外、チョロい。』関連曲        |